# 艾因奧拉克
33°24′36″N 0°44′19″E / 33.41000°N 0.73861°E

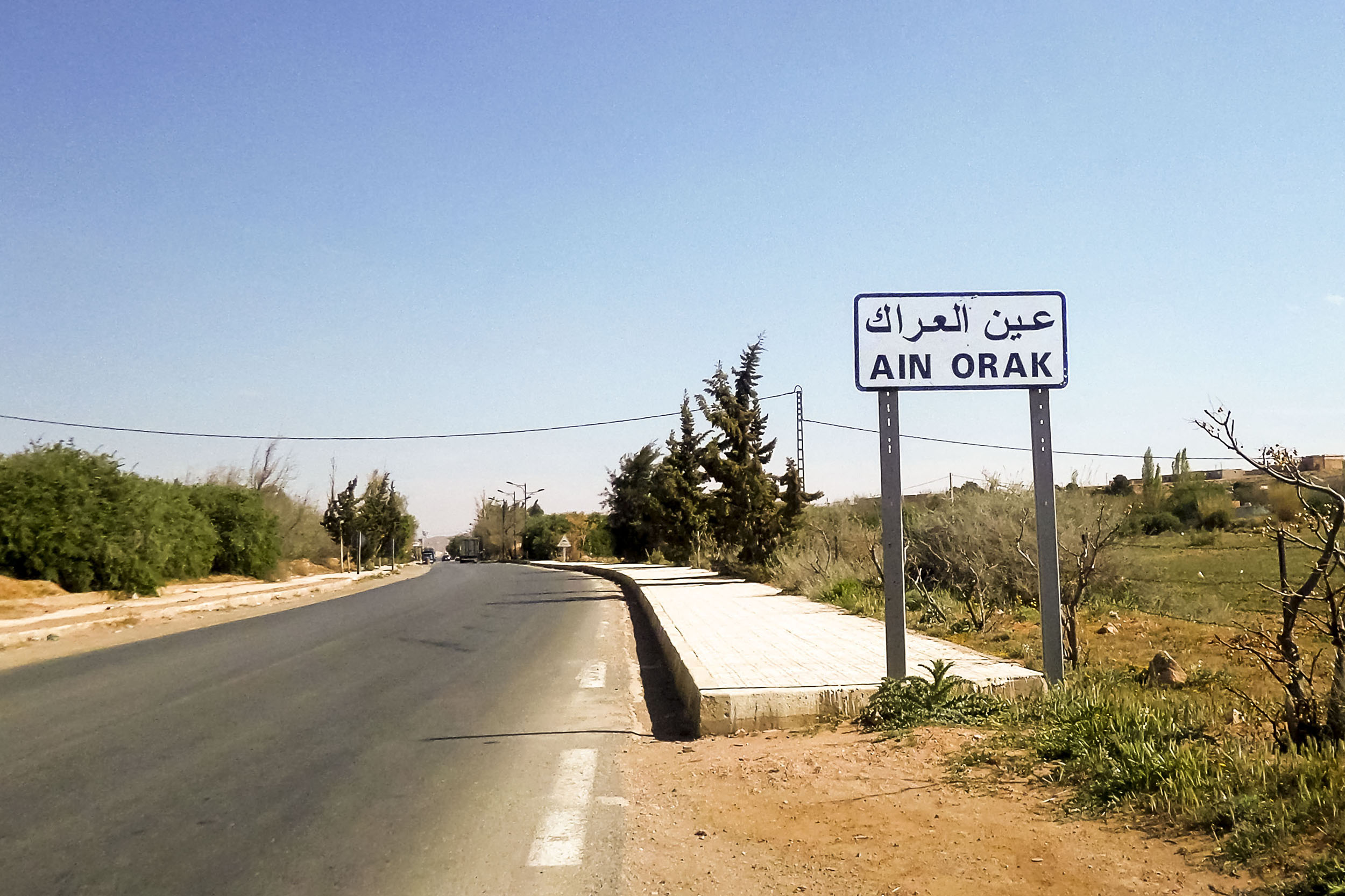
艾因奧拉克

艾因奧拉克（阿拉伯语：‎），是阿爾及利亞的城鎮，位於該國西北部巴亞茲省，由艾卜耶德-西迪謝赫區負責管轄，面積768平方公里，2008年人口1,424，人口密度每平方公里2人。